# Diplomatica imperiale e regia
Per diplomatica imperiale e regia si intende una delle specializzazioni della diplomatica, avente per oggetto i documenti pubblici emanati dai sovrani dei regni romano-barbarici e dagli imperatori del Sacro Romano Impero nel corso del Medioevo.

## Storia della diplomatica imperiale e regia

### DaiMonumenta Germaniae HistoricaaiRegesta imperii

#### Karl von Stein e Georg Heinrich Pertz: iMGH

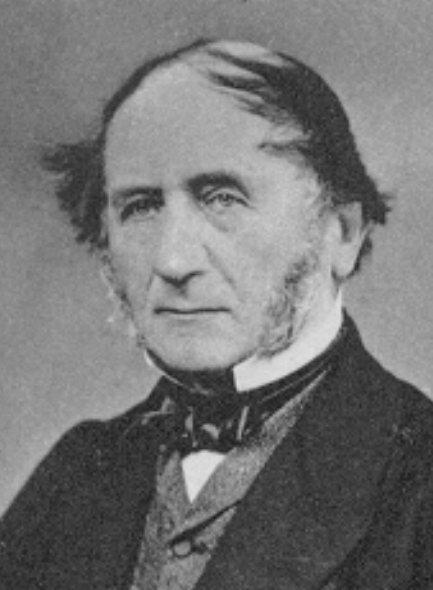
Georg Heinrich Pertz

In pieno clima romantico (e quindi di riscoperta delle proprie radici nazionali), il 20 gennaio 1819, il barone prussiano Heinrich Friedrich Karl von Stein (1757-1831) fondò a Francoforte sul Meno la Gesellschaft für ältere deutsche Geschichtskunde, ovvero la Società per lo studio dell’antica storia della documentazione tedesca. Successivamente von Stein entrò in contatto con lo storico e diplomatista Georg Heinrich Pertz (1795-1876) il quale, nel 1824, progettò i Monumenta Germaniae Historica (conosciuto anche con l'acronimo MGH) con l’obiettivo di pubblicare tutti i documenti degli imperatori tedeschi fino al secolo XIV sedimentati negli archivi pubblici e privati in Germania, Italia e Francia, ovvero negli ex territori del grande Impero carolingio. 

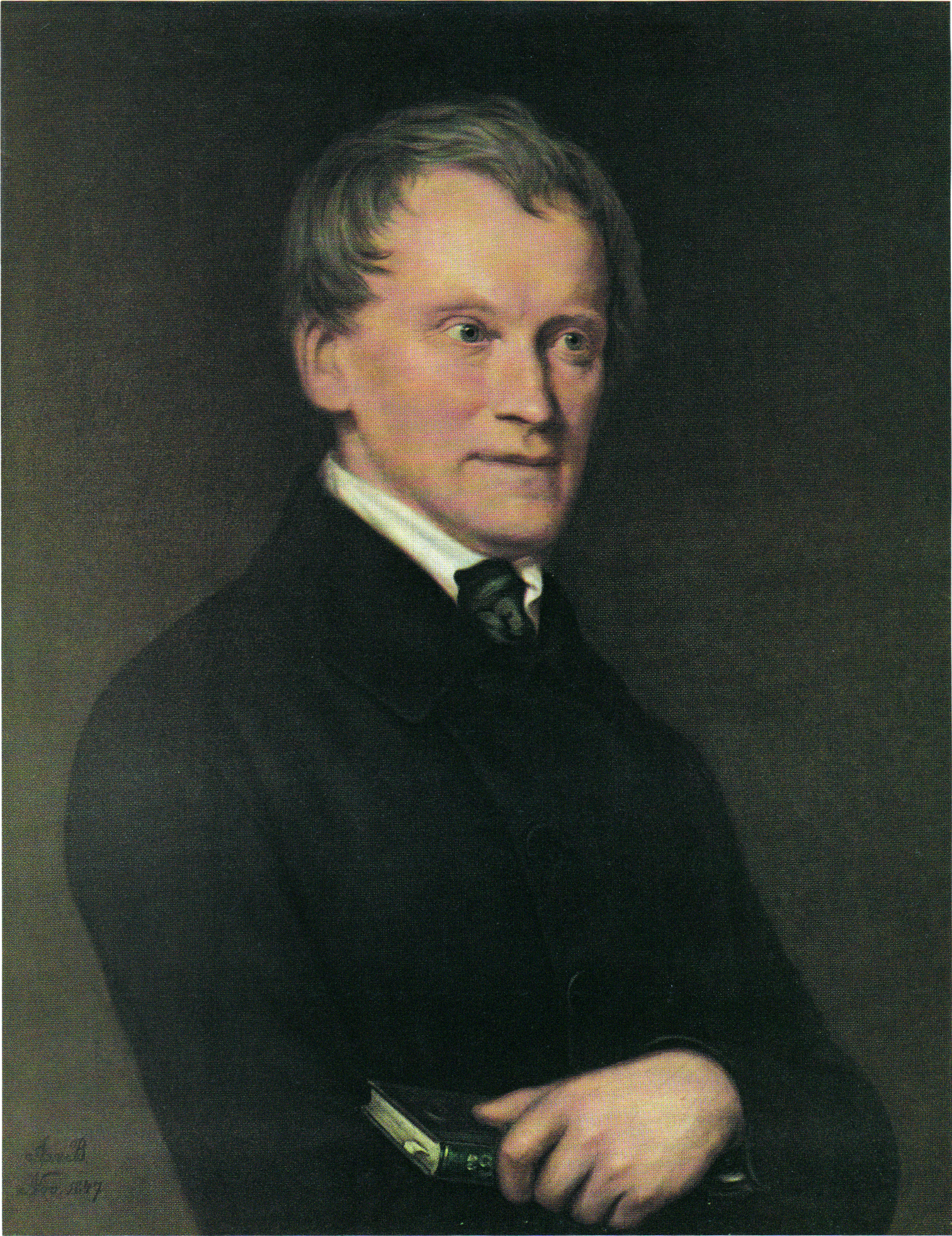
Johann Friedrich Böhmer

Il programma elaborato da Pertz per i MGH si articola in cinque sezioni: Scriptores, Leges, Diplomata, Epistolae, Antiquitates, dei quali, dal punto di vista diplomatistico, è presa in considerazione la sezione Diplomata, riguardante ovvero i diplomi imperiali emanati dai vari sovrani tedeschi.

#### Johann Friedrich Böhmer e iRegesta imperii
L'archivista e bibliotecario Johann Friedrich Böhmer (1795-1863) pubblicò, nel 1831, il primo volume dei Regesta Imperii, ricerche destinate ad offrire in ordine cronologico l’elenco completo, per quanto allora conosciuto, dei documenti emanati dagli imperatori del Sacro Romano Impero. Con quest'opera Böhmer cercò di offrire un primo elenco dei documenti che mano a mano venivano conosciuti e analizzati negli archivi, dandone di seguito il regesto con la presenza della data cronica e topica, la sede di conservazione e la traditio documentaria. Il Böhmer, come Pertz, diede origine ad un'associazione tuttora vigente e che si prefigge di curare l'edizione critica di tutti i documenti prodotti dalla cancelleria franca prima e imperiale poi, aventi come estremi cronologici gli anni 751 e il 1519, quest'ultimo anno coincidente con la morte dell'imperatore Massimiliano I d'Asburgo. L’esempio dato da Böhmer patrocinò la nascita della diplomatica pontificia con Philipp Jaffé nel 1851, quando quest'ultimo pubblicò i Regesta pontificum romanorum.

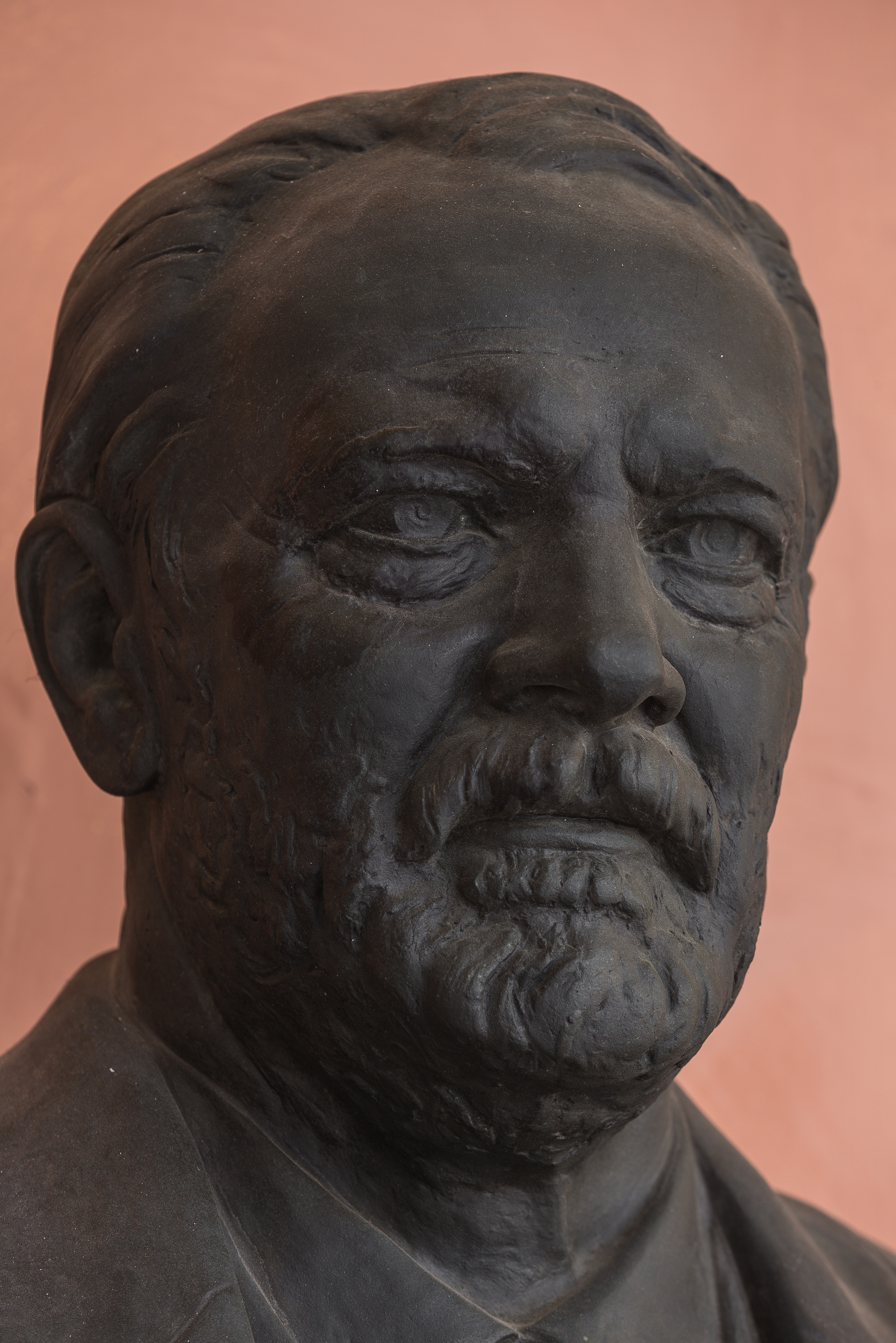
Particolare del busto di Theodor von Sickel situato nellArkadenof dell'Università di Vienna.

### Lo sviluppo della diplomatica imperiale e regia

#### Theodor von Sickel
Theodor von Sickel (1826-1908), storico, diplomatista e fondatore dell'Institut für Österreichische Geschichtsforschung (Istituto per la ricerca storica austriaca), ebbe un ruolo fondamentale nello sviluppo di questo ramo della diplomatica. Fino a Sickel, infatti, lo studio più completo di diplomatica imperiale era quello di Jean Mabillon, in quanto nessuno ebbe iniziato a stendere delle linee evolutive e di comparazione tra i vari periodi della diplomatica imperiale e regia. 

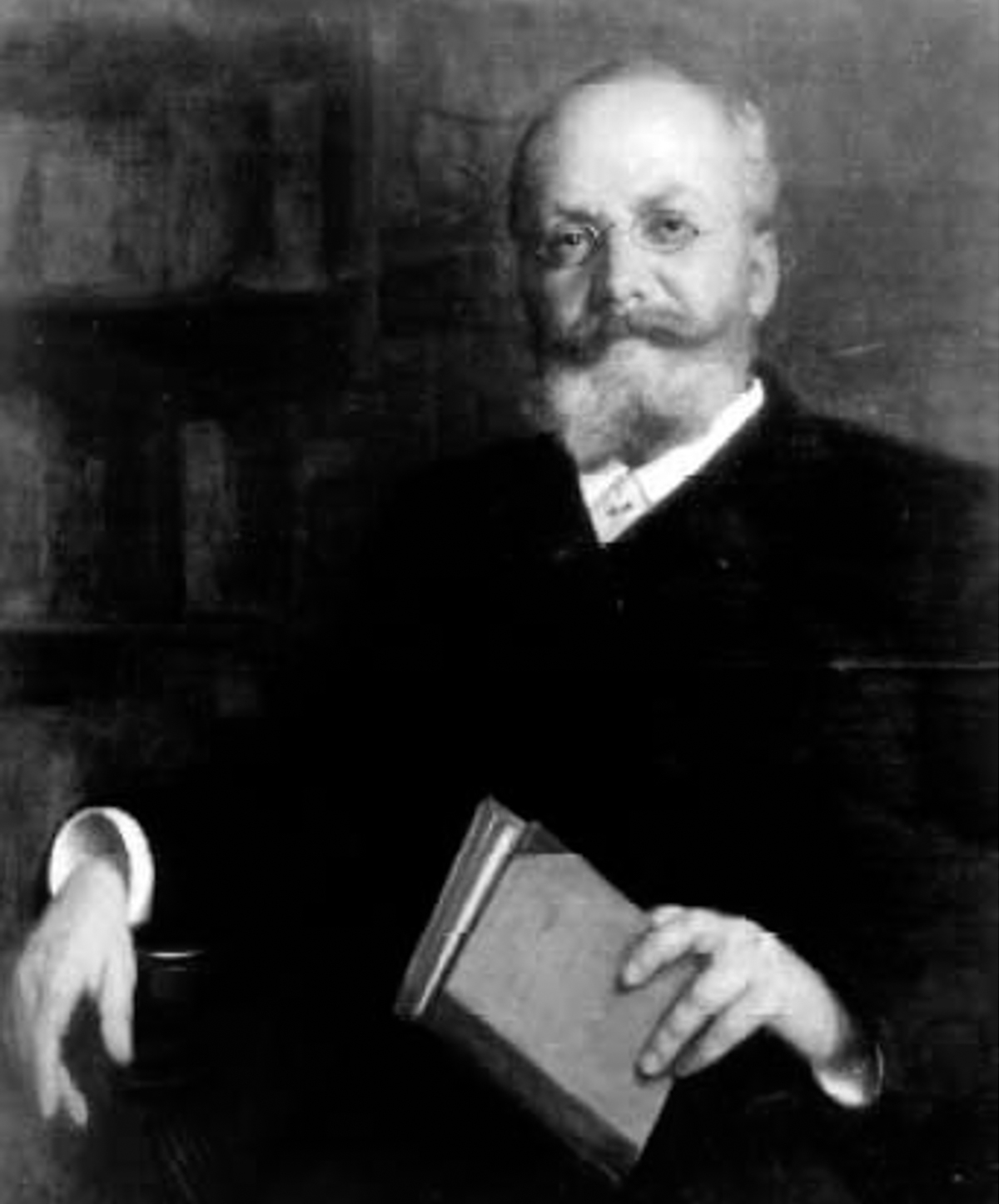
Harry Bresslau

Questo arduo compito fu realizzato da Sickel che, tra il 1861 e il 1882, pubblicò una serie di studi, tra cui gli otto volumi Beiträge zur Diplomatik (Contributi di diplomatica), con i quali introduceva il metodo della comparatio delle scritture e delle forme intrinseche nell’ambito dell’analisi dei documenti emanati dalla cancelleria, giungendo ad accertare i caratteri propri di ciascuna tipologia documentaria e fondando le basi per la critica della originalità degli atti.

#### Heinrich Brunner e Harry Bresslau
Poco prima della pubblicazione completa dei Beitröge zur Diplomatik, lo storico austriaco di diritto germanico Heinrich Brunner (1840-1915), nel 1880 pubblicò gli Zur Rechtsgeschichte der romanischen und germanischen Urkunde (ossia la Storia del documento giuridico romano e germanico), accostando per la prima volta i metodi di analisi propri della diplomatica a quelli della storia del diritto. Un ruolo fondamentale per la stessa storia della diplomatica fu rivestito poi dallo storico e diplomatista Harry Bresslau (1848-1926) il quale, nel 1889, pubblicò gli Handbuch der Urkundenlehre für Deutschland und Italien (ossia i Manuali dei diplomi per la Germania e Italia, usciti in seconda edizione tra il 1912-1931), in due volumi. L'immenso lavoro di Bresslau è reso ancor più significativo, per quanto riguarda l’aspetto pratico, dalla natura dell'indice, il quale è universale in quanto trattante di ogni argomento.

## La cancelleria

### Azione giuridica e genesi del documento
(Pratesi, p. 39)

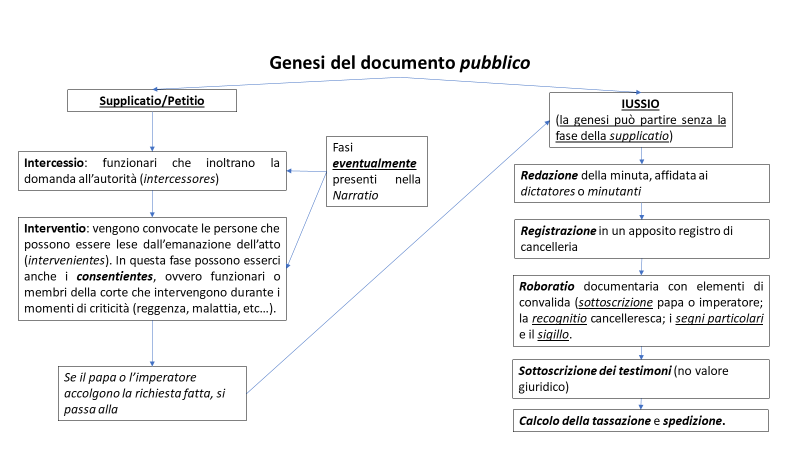
Schema della genesi del documento pubblico papale o imperiale.

La definizione data dallo storico e diplomatista Alessandro Pratesi, per quanto sia generale, esprime al meglio la natura del documento pubblico e quindi anche del documento imperiale. Il sovrano (imperatore o re che fosse) costituiva l'auctoritas, dotato di publica fides, che emanava il documento tramite la iussio. Se la fonte dell'azione giuridica è chiara, essa poteva subire delle modifiche consistenti riguardo alla genesi del documento:
1. Poteva essere inoltrata al sovrano una supplica (petitio o supplicatio) da parte di un privato, aiutato tramite qualche funzionario di corte che fungeva da intercessio. Se il sovrano accettava la supplica, ordinava alla Cancelleria la stesura della supplica attraverso i caratteri estrinseci ed intrinseci[8].
2. Poteva nascere direttamente come motu proprio da parte dell'imperatore o del re, senza che ci fosse la fase della petitio/supplicatio[9].

Nella cancelleria, definita sempre dal Pratesi come «Ufficio nel quale si svolgono tutte le pratiche inerenti all’emanazione dei documenti di pubbliche autorità», v’era la raccolta delle petitiones, il ricevimento della iussio da parte dell'autorità pubblica, il coordinamento degli atti preparatori, la stesura della minuta, la redazione poi dell’originale, la sua autenticazione con i segni cancellereschi ed, infine, la registrazione del documento prodotto. Solo alla fine si provvedeva alla spedizione e alla tassazione del documento da parte del destinatario.

### Il problema delle cancellerie regie e imperiali
Al contrario della Cancelleria pontificia, tuttora esistente, non è possibile ricostruire sempre con esattezza le cancellerie dei sovrani medievali e degli Imperatori del Sacro Romano Impero, né tanto meno è possibile trovare i diplomi in un unico archivio. Difatti, come si potrà osservare nella sezione successiva, per alcuni popoli (come gli Ostrogoti), abbiamo delle informazioni indirette e frammentarie sull'organizzazione della cancelleria del Regno Ostrogoto; per altri, come invece accade per i Merovingi o i Carolingi, la conoscenza della struttura della cancelleria si fa più definita, struttura che diventerà sempre più chiara nel corso dei secoli del Basso Medioevo. La dissoluzione del Sacro Romano Impero nel 1806 per volontà di Napoleone e la relativa dispersione dei documenti contenuti nell'archivio della Cancelleria imperiale, è stata poi una delle motivazioni principali che spinsero Pertz e Böhmer a dare avvio alla ricerca e all'analisi dei documenti che venivano man mano ritrovati in tutti quei territori che fecero parte del grande impero di Carlo Magno.

## I diplomi dal tardo-antico ai carolingi

### Il mondo romano e bizantino

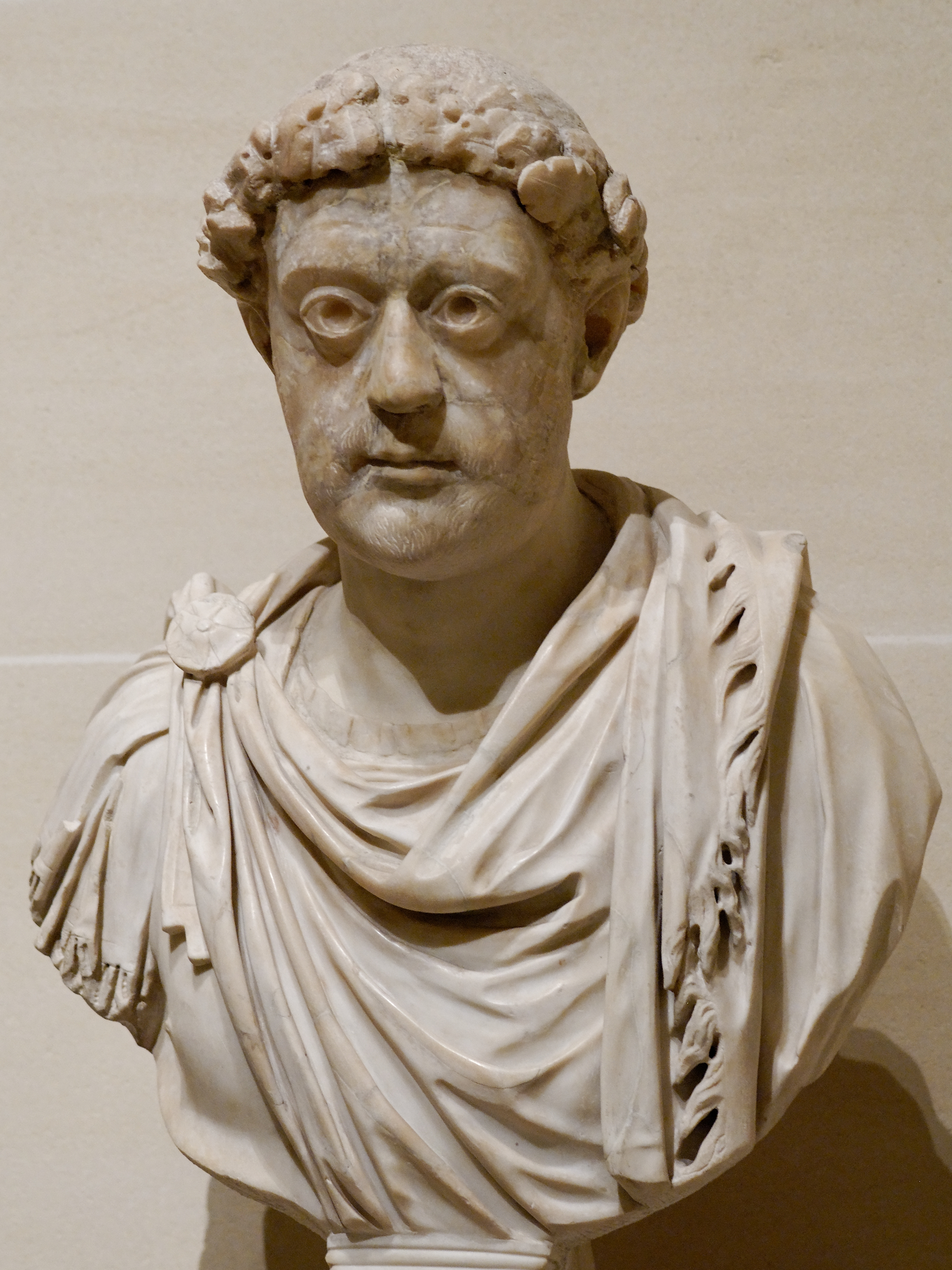
Busto dell'imperatore Leone I

Durante l’Impero Romano i diplomi imperiali, conservati presso il Tabularium ai piedi del Campidoglio, recavano sempre la sottoscrizione autografa dell’imperatore. Con la divisione dell'Impero Romano in due realtà distinte nel 395 d.C., l'Impero Romano d'Oriente, con capitale Costantinopoli, creò anch'esso un archivio collegato al palazzo imperiale, secondo il modello di Roma.
Dal punto di vista diplomatistico, presso l’Impero Romano d'Oriente permane la consuetudine di apporre la sottoscrizione autografa dell’imperatore, consuetudine rafforzata da parte di Leone I detto il Trace (457-474), il quale nel 470, come viene riportato nel Corpus iuris civilis di Giustiniano, sanciva che nessun documento imperiale fosse tenuto per autentico se non è di mano dell’imperatore, segnato col sacro inchiostro di porpora o di cinabro, l’uso del quale era vietato ad ogni altro:
(Corpus iuris civilis, Codex, 1.23.6)

### I diplomi nei regni romano-barbarici italiani

#### Gli Ostrogoti

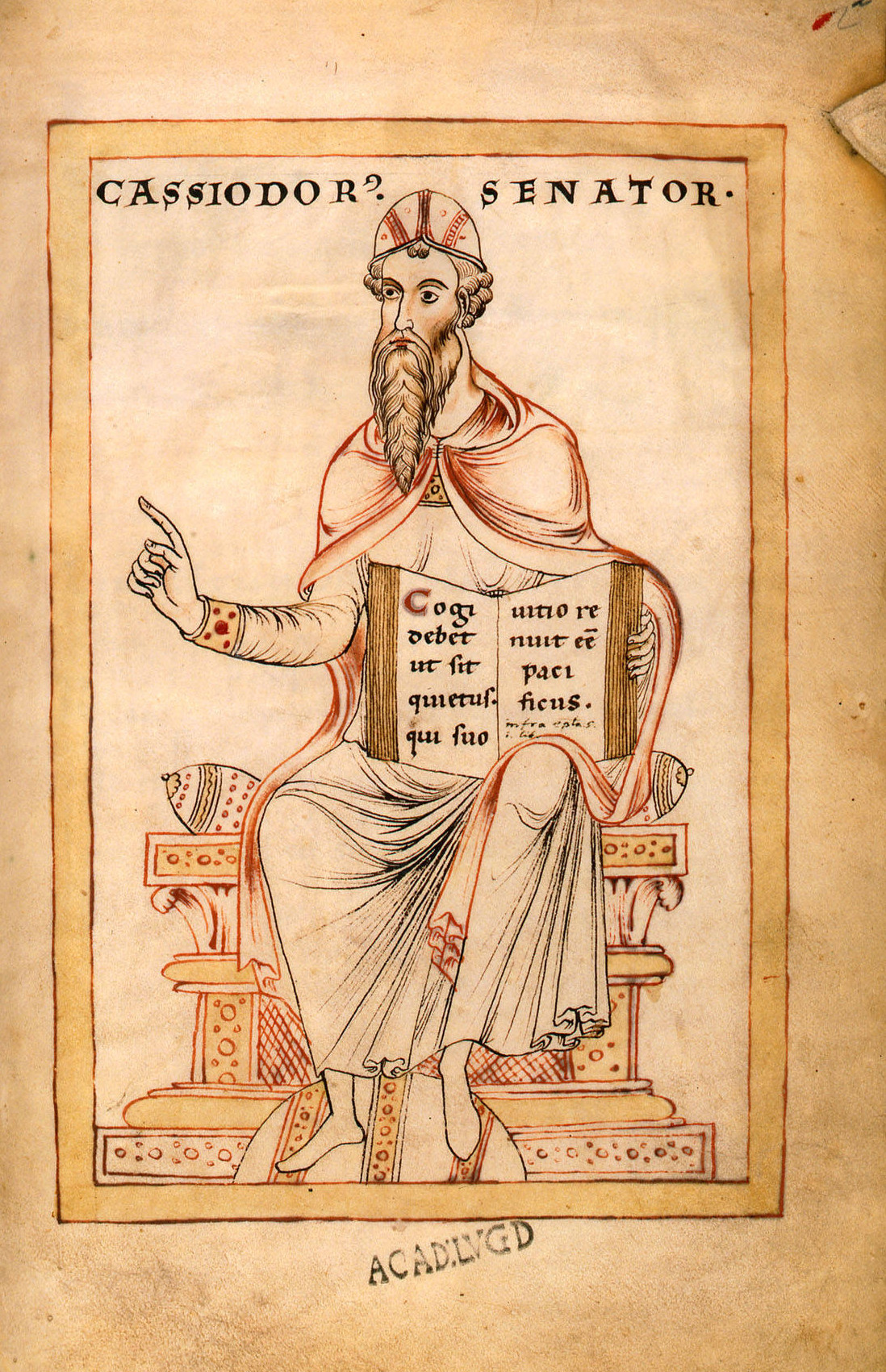
Flavio Magno Aurelio Cassiodoro, fol. 2r of Leiden ms. vul. 46 riportante le Gesta Theodorici, manoscritto membranaceo 186 ff., 220 x 125 mm. Abbazia di Fulda, datato 1176/7.

Dopo la caduta dell'Impero Romano d'Occidente (476) e la detronizzazione e morte di Odoacre da parte del re ostrogoto Teodorico nel 493, si venne a formare nella Penisola una nuova entità statale, ossia il Regno Ostrogoto, entità che perdurerà fino alla conclusione della devastante Guerra greco-gotica avvenuta nel 553.
Le informazioni sulla cancelleria ostrogota e sull'emanazione della volontà sovrana in forma documentaria sono frammentarie e scarse. Secondo quanto narrato dal dotto storico romano Cassiodoro (485-580) nelle sue Variae, la cancelleria si basava su quella bizantina, con la ripartizione dei compiti amministrativi tra quattro scrinia, ossia degli uffici distinti fra di loro in base alle tipologie documentarie: nei primi tre (scrinium epistolorum, scrinium libellorum e scrinium memoriae) vi era a capo magister officiorum; per quanto riguarda l'ufficio denominato scrinium dispositorum, invece, vi era a capo un comes. Sempre Cassiodoro informa che nel Consiglio Segreto dei re ostrogoti sedevano notarii e referendarii, timido accenno del personale e dei funzionari di corte.

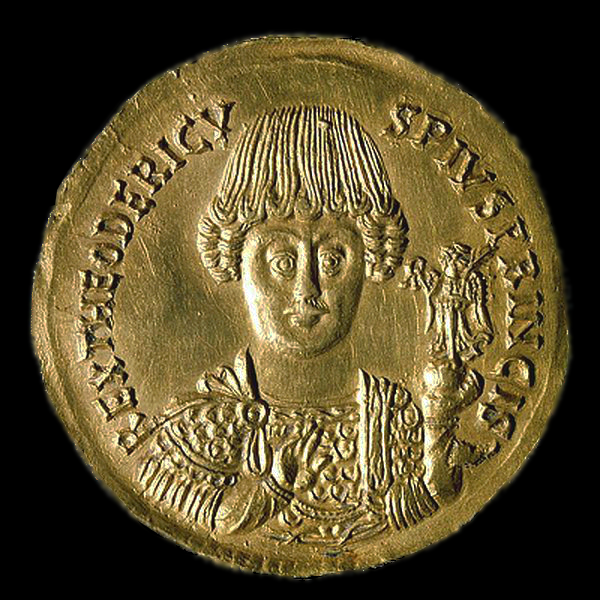
Moneta raffigurante Teodorico

Nel periodo ostrogoto l’autenticità del documento è la sottoscrizione autografa dei sovrani, esattamente come avveniva a Costantinopoli. L’Anonimo Valesiano, nel capitolo 79, narra che Teodorico, essendo inletteratus, si sottoscriveva facendosi guidare la mano da una lamina d’oro traforata, nella quale erano incise le quattro lettere legi:
(Anonymi Valesiani, 79)

#### I Longobardi
I Longobardi, popolo di origine scandinava che discesero poi nell'Europa continentale stanziandosi in Pannonia, invasero l'Italia nel 568 sotto la guida di re Alboino, determinando la spaccatura della Penisola in quello che è chiamato come Regno Longobardo (destinato a durare fino al 774), e nei territori bizantini posti sotto la guida dell'Esarca, residente a Ravenna.

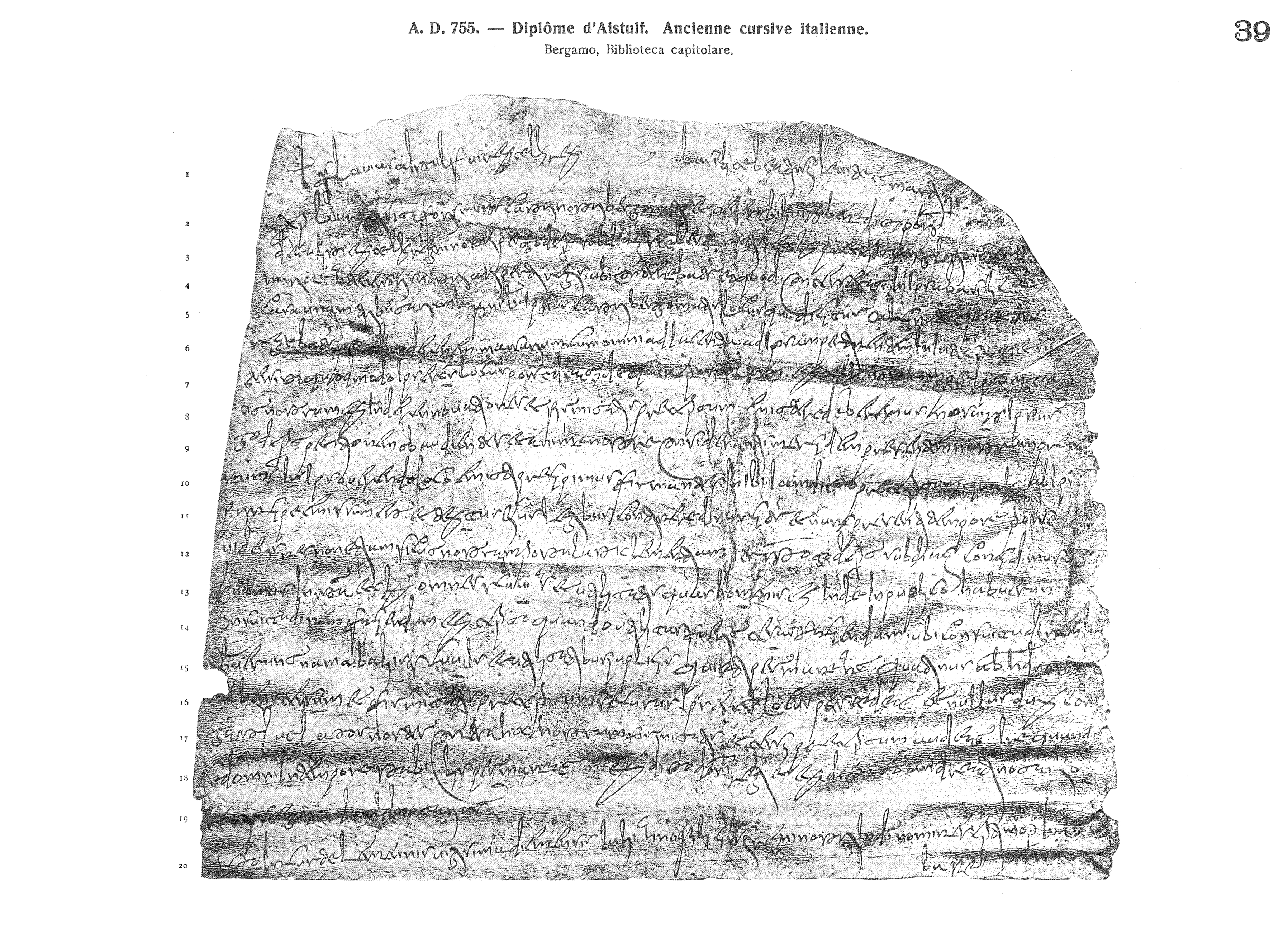
Diploma di Astolfo del 755. Minuscola di base longobarda.

##### La cancelleria e la produzione documentaria
Rispetto agli Ostrogoti, dei Longobardi abbiamo alcune copie dei documenti emessi dalla loro cancelleria. I documenti nei duecento anni di dominazione longobarda che sono arrivati sino a noi, anche se sotto forma di copia, sono molto pochi. Il periodo meglio documentato è quello del regno di Desiderio (756 al 774), e di suo figlio Adelchi, associato al trono nel 759.
Grazie all'analisi delle formule presenti nell'escatocollo, si viene a sapere della presenza in cancelleria dei dictatores (ossia i notai) e degli scriptores (che potevano non essere notai), anche se vi erano presenti dei referendari, come attestato da documenti risalenti ad Agilulfo (591-616) e ad Astolfo (749-756). Per quanto riguarda la modalità della iussio, i diplomi longobardi non recano la sottoscrizione del re, ma soltanto la sottoscrizione del dictator o dello scriptor: è questa sottoscrizione che attribuisce validità giuridica al documento e non segni di cancelleria come al tempo di Teodorico. Concretamente, nei diplomi longobardi si trovano espressioni del tipo:« Ex dicto domini regis…scripsi ego»; «Ex dictatu domini regis…scripsi ego». Se si conosce l'espressione della iussio sovrana, non si conosce la modalità della genesi dei documenti regi in quanto è sconosciuta la struttura della cancelleria medesima.

### I diplomi merovingi

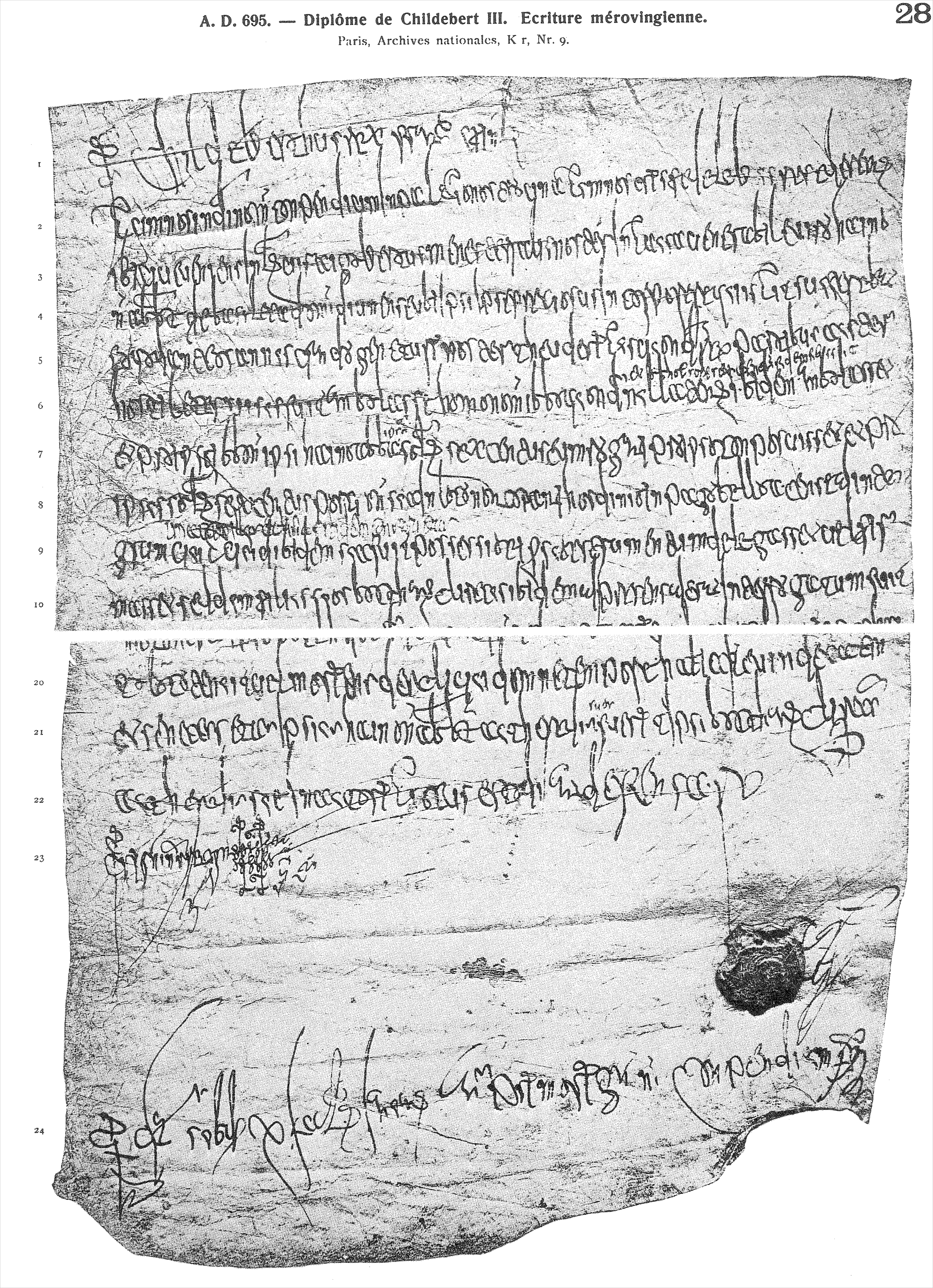
Diploma di Childeberto III del 695, minuscola di base merovingica

Meglio conosciuta è invece la struttura della cancelleria e i caratteri intrinseci ed estrinseci dei documenti prodotti nel Regno Franco all'epoca della dinastia merovingica, insediatesi nell'attuale Francia nel V secolo e, attraverso varie guerre, in buona parte della Germania occidentale.

#### La Cancelleria: ireferendari
La cancelleria franca d'età merovingia presentava quali funzionari principali sono i referendari, laici o ecclesiastici, che avevano una serie di compiti molto precisi:
1. Presentare le suppliche al re (erano quindi degli intercessores).
2. Custodire il sigillo regio.
3. Sottoscrivere e convalidare i diplomi.

I referendari merovingi, dunque, erano necessari nella convalida giuridica dei diplomi emanati dai sovrani merovingi, rendendo tale carica molto potente all'interno dell'amministrazione regia franca.

#### I caratteri estrinseci ed intrinseci dei diplomi

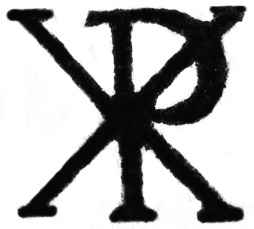
Il simbolo del Chrismon deriverebbe dall’immagine apparsa prodigiosamente, secondo quanto narra lo storico e vescovo Eusebio di Cesarea, all'imperatore Costantino alla vigilia della battaglia di Ponte Milvio del 312.

Per quanto riguarda la natura dei trentotto diplomi originali emanati tra VI e VIII secolo (editi nelle Chartae Latinae Antiquiores), essi erano redatti su materiale papiraceo fino alla seconda metà dell’VIII secolo, per poi essere redatti tramite la pergamena. Avendo gli originali, dunque, è possibile osservare e studiare, rispetto ai diplomi ostrogoti e longobardi, sia i caratteri estrinseci che intrinseci del documento.

##### Il protocollo
Nel protocollo si trova, come primo carattere estrinseco, l'invocatio simbolica espressa tramite il segno del Chrismon, ossia l'intreccio delle lettere I e C (Iesus Christus) o delle due lettere greche Χ e Ρ, che, unite assieme, vanno ad indicare il nome Χριστός. Nella trascrizione diplomatica, il simbolo del Chrismon è reso attraverso la lettera C chiusa in due parentesi tonde, ovvero (C).
Dopo l’invocazione simbolica, segue l'Intitulatio, in litterae elongatae, composta dal nome del sovrano seguito dal titolo rex Francorum e da v. inl. che non sembra debba essere sciolto al nominativo come vir inluster attribuito al re, ma piuttosto al dativo e dovrebbe riferirsi genericamente ai destinatari (quindi costituirebbe, secondo questa seconda ipotesi, una inscriptio generica).

#### IlTenor
Per quanto riguarda il tenor, esso non presenta degli elementi dissimili da quelli enunciati dalla diplomatica generale. Si ricorda la presenza, al termine del tenor, della corroboratio, ovvero dell'annuncio dei segni di cancelleria e delle sottoscrizioni presenti nell'escatocollo:

#### L'escatocollo
Nell'escatocollo dei diplomi merovingi si hanno, inizialmente, gli elementi di convalida del documento:
1. Sottoscrizione del re (o subscriptio regis). Annunciata nella corroboratio, la sottoscrizione regia è espressa con il nome del sovrano più la formula rex subscripsi. Spesso la sottoscrizione reale era preceduta dall'invocatio, che poteva essere sia simbolica (con una croce o il chrismon) che verbale «In Christi nomine». Generalmente la subscriptio regis è considerata autografa[19], anche se sono stati avanzati dubbi nel caso di tre diplomi di Teodorico III (673; 676-691) dove la sottoscrizione è resa in litterae elongatae; o nel caso di altri diplomi di Childeberto III (695-711) e di Chilperico II (715-721), per i quali è stato ipotizzato che la sottoscrizione sia di mano di uno speciale mandatario del sovrano, diverso comunque dal referendario. Qualora il re fosse illetterato veniva fatto ricorso alla sottoscrizione del cancelliere: Signum seguito dal monogramma e da domini (nome del sovrano) regis.

La formula Bene val. si trova in corrispondenza dell’incisione crociforme destinata ad essere ricoperta dal sigillo. Tale formula può essere vista in quanto non è più presente il sigillo nei 20 dei 38 documenti pervenutici e non sarebbe una forma augurale come nei privilegi papali. Secondo i diplomatisti, il Bene val. merovingio è stato invece interpretata come un ordine del referendario di apporre il sigillo: bene val(eat) per anulum.
Tale formula viene impiegata nei diplomi del VII secolo, come in quello del 695 di Childeberto III. In seguito va progressivamente scomparendo, per non essere più rintracciabile nei diplomi dei primi sovrani carolingi (come ad esempio nel diploma di Pipino il Breve del 760 o in quello di Carlo Magno del 781).
1. Sottoscrizione del referendario (o Recognitio). Il secondo elemento di convalidazione, indispensabile, era la sottoscrizione del referendario a cui era affidata , come si è visto, la custodia del sigillo reale. Il referandario era un funzionario di palazzo incaricato di verificare l’autenticità degli atti dei quali garantiva il valore giuridico attraverso l’apposizione della sua sottoscrizione[N 3]. Nella sottoscrizione del referandario, la sottoscrizione è espressa: a) Nome del referendario senza che venga esplicato il suo titolo; b) il participio iussus; c) i verbi: optolit (se il documento era stato presentato al re per la firma), recognovit et subscripsit (in questo secondo caso i due verbi sono usati quando il diploma non reca la sottoscrizione regia, in genere di atti giudiziari). Il segno del referendario è autografo e può precedere o seguire la sottoscrizione regia.
2. Il sigillo. Si tratta del terzo elemento indispensabile di convalidazione. Non se ne sono conservati di integri, rimangono solo tracce su 20 diplomi dei 38 originali pervenutici e il sigillo era apposto in calce al documento, leggermente spostato verso il lato destro su un’incisione a forma di croce.
3. Segue infine la riga del Datum, ovvero del rigo in cui è espresso sia la datazione topica e cronica:
  1. Per quanto riguarda la datazione cronica, si osserva l'so promiscuo del calendario greco-romano (abbastanza raro) e di quello a numerazione progressiva del giorno e del mese, invece più frequente. Conclude questa sezione l'era espressa attraverso l'anno di regno del sovrano in questione.
  2. La data topica, ovvero dove il diploma è stato elaborato
  3. Seguono, infine, espressioni quali l'invocatio simbolica «in Dei nomine» e l'apprecatio «Feliciter/Amen Amen Amen».

### I diplomi carolingi

#### Premesse

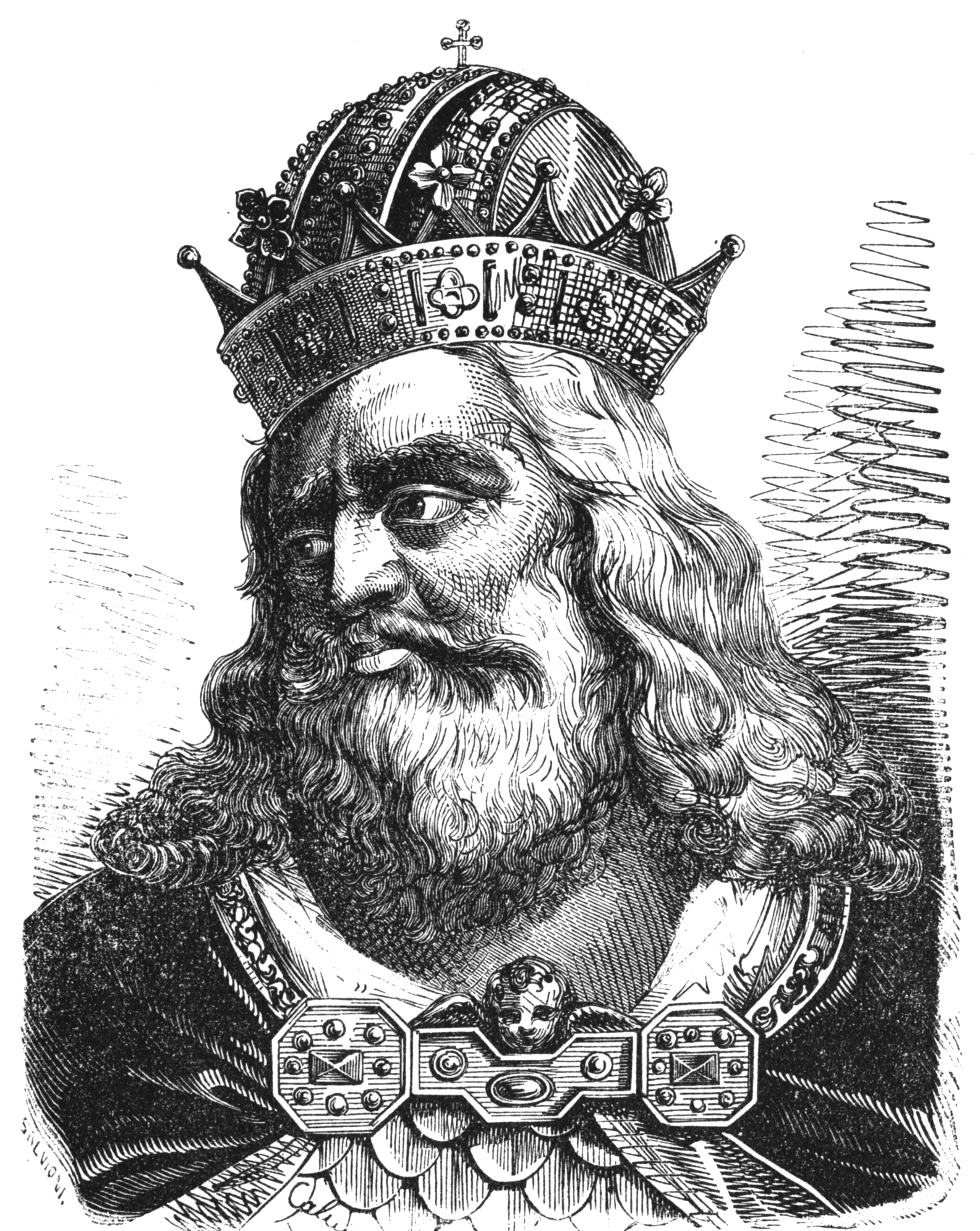
Carlo Magno

Con l'avvento della dinastia dei Carolingi nel 751, ovvero quando il maggiordomo di Palazzo Pipino il Breve detronizzò Childerico III (uno dei cosiddetti "re fannulloni"), si aprì una nuova fase non solo per il Regno Franco, ma anche per la storia europea. I successi politico-militari del figlio di Pipino, Carlo Magno, consistenti nella ricreazione dell'antico impero romano in spirito cristiano (il Sacro Romano Impero) e nel patrocinio di quella rinascenza culturale che perdurerà per tutto il IX secolo, segneranno un mutamento nella concezione stessa dell'identità europea, dando avvio a processi storici e culturali che influenzeranno i secoli a venire.

#### La Cancelleria
Col passaggio dalla dinastia merovingia a quella carolingia, anche la struttura della cancelleria regia (e poi imperiale) si sviluppò, apportando vari cambiamenti:
1. I referendari non sono più laici, ma esclusivamente ecclesiastici[17].
2. C'è un processo di irrigidimento della gerarchia, basato fino al IX secolo sull'occupazione dei vari uffici in base ai rapporti di fedeltà e famigliarità col sovrano allora in carica.

A capo della cancelleria carolingia vi era un cancellarius, il quale dirigeva quattro uffici retti da dei notai (notarii) che potevano fungere da vice-cancellieri. I notarii, a loro volta, avevano al loro servizio lo scriptor.

#### L'azione giuridica e la genesi
La genesi dei diplomi carolingi viene espressa nel documento attraverso quattro espressioni essenziali che partono dalla volontà dell'espressione giuridica emanata dal sovrano (iussio) per poi giungere alla vera e propria genesi del documento tramite l'intervento del dictator:
1. Dominus rex fieri
2. Iussit
3. et magister (dictator)
4. scribere precipit

A monte di questi passaggi solitamente (ma non per forza) possono esserci altri due momenti: la petitio e la interventio:
1. Petitio: ossia la richiesta rivolta al sovrano da un suddito affinché emani un documento a suo favore. Spesso le richieste sono presentate per iscritto e ciò lo possiamo dedurre anche se non è rimasta traccia scritta delle petitiones attraverso:
  - presenza di intere frasi rese in un latino approssimato con espressioni proprie del volgare.
  - beni immobili con toponimi e antroponimi che difficilmente possono essere stati a conoscenza della cancelleria se non dietro documentazione scritta.
2. Interventio: solitamente il re non ha bisogno di consenzienti e testimoni: se compaiono servono a rafforzare l’autorità regia in momenti di crisi oppure nel caso in cui le concessioni potevano ledere o interessare terzi: in quest’ultimo caso codesti ‘‘terzi’’ comparivano per consenso e notifica del fatto avvenuto, come per dire che non avevano nulla da obiettare[N 4]. Solamente a partire dall'XI secolo compaiono vere e proprie liste di testimoni, laici ed ecclesiastici, che servono per rafforzare la decisione sovrana (per esempio, il diploma di Corrado II del 1028) attraverso l'apposizione nell'escatocollo di "huius/eius testes sunt" o "huic rei interfuerunt" o "sub testimonio". Bisogna sottolineare, però, che queste liste di testimoni servono, secondo Julius von Ficker, non tanto ad indicare la loro presenza fisica, quanto quella "morale": generalmente, infatti, questi testimoni erano persone non presenti nel luogo della redazione del documento, oppure erano persone già defunte[N 5]

#### Tecniche e momenti di redazione del diploma
In un primo momento, si ritiene probabile sia l’utilizzo della minuta sia il ricorso ad annotazioni marginali riguardanti gli elementi principali del negozio giuridico (oggetto, autori, destinatari). In secondo luogo, vi era la redazione del mundum con l’intervento di un notaio esperto, il magister. Il ricorso a formulari (come le formulae imperialis dell’830, destinate all’apprendimento degli aspiranti notai) non è documentato, ma è probabile per le arenghe.
Per quanto riguarda la tecnica di impaginazione (o mise en page), il testo è scritto sul lato carne di un grande foglio pergamenaceo. Scrittura predisposta sul lato più lungo della pergamena, posteriormente sarà il contrario. Margini di testa e di piede lasciati larghi e bianchi per essere completati dalle formule di convalidazione. La data occupa un intero rigo in prossimità del margine di piede e si presenta in scrittura diversa da quella del testo; inoltre è divisa in due parti introdotte rispettivamente da datum (per la data cronica) e actum (per la data topica).

#### Il diploma di Carlo Magno del 781

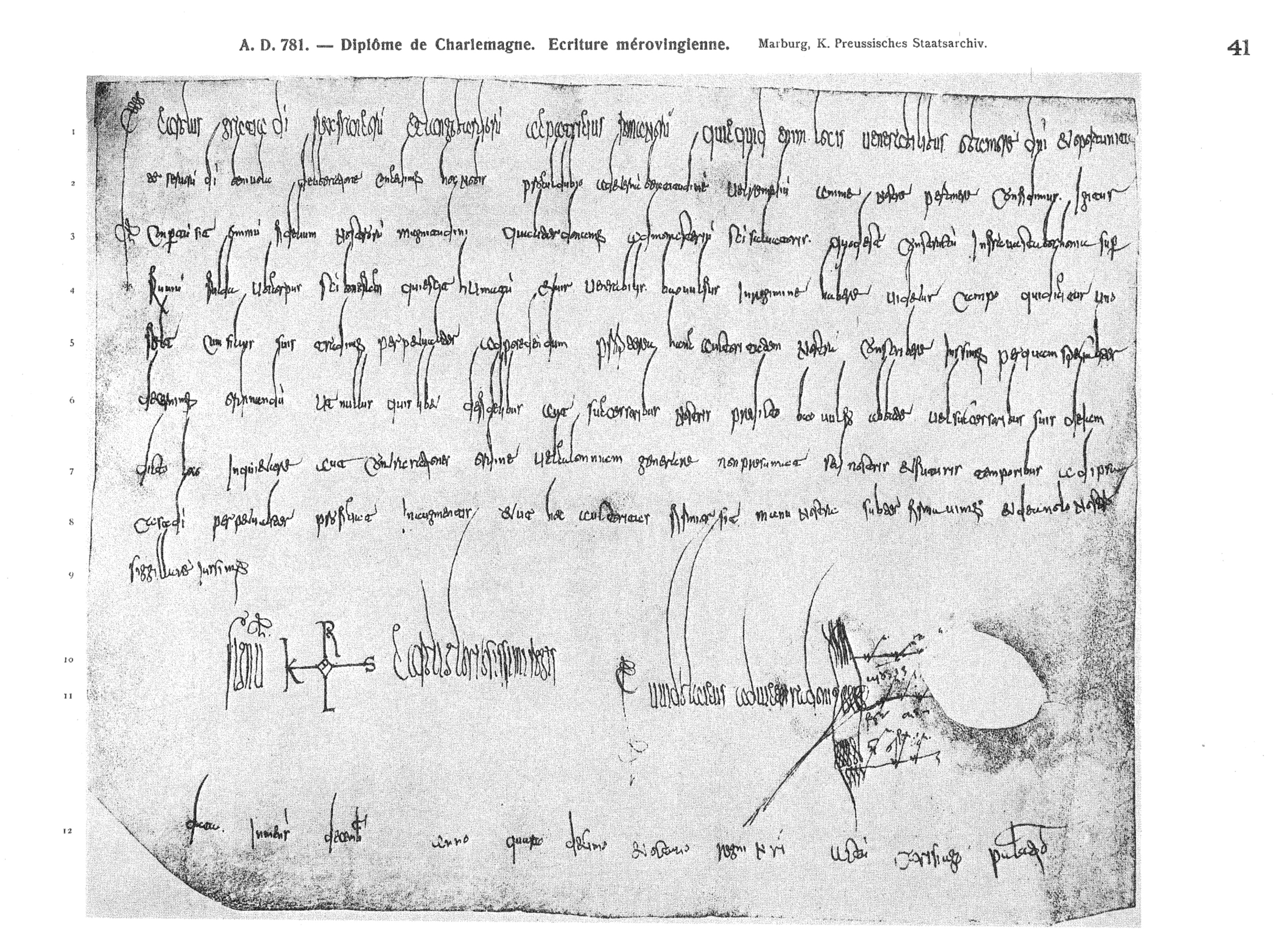
Diploma di Carlo Magno del 781

Questo diploma, scritto ancora in merovingica, può essere considerato come un archetipo dei diplomi prodotti dagli imperatori nei secoli successivi, ovviamente con delle modifiche sia nei caratteri estrinseci (quindi nell'utilizzo della scrittura), e anche nei caratteri intrinseci.
1. Il protocollo, ovvero "(C) Carolus Magnus gratia Dei Rex Francorum et Langobardorum ac patricius romanorum".
  - Inizia con l'invocatio, espressa sia in forma simbolica (attraverso l'utilizzo del chrismon), sia in forma verbale. Bisogna ricordare che nei diplomi carolingi successivi, l'invocatio simbolica tenderà a scomparire a favore di quella verbale, con espressioni del tipo «In nomine Dei et Salvatoris nostri Iesu Christi» (tipica dei diplomi di Ludovico il Pio), mentre dopo il regno di quest'ultimo sarà sempre espressa con la formula «In nomine Sanctae et individuae Trinitatis».
  - Segue l'intitulatio, ossia la presentazione dell'autore del negozio giuridico, che è arricchiata generalmente con formulae humilitatis quali «gratia Dei».Il monogramma di Carlo Magno, costituito dalle lettere C, R, L, S, ovvero Carolus. La presenza del quadratino all'interno del rombo è il segno autografo del futuro imperatore, rendendo tale monogramma firmato.
2. Il Tenor

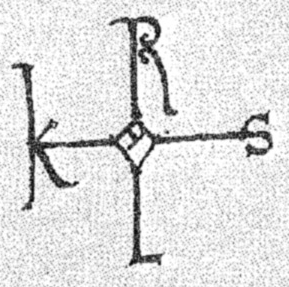
Il monogramma di Carlo Magno, costituito dalle lettere C, R, L, S, ovvero Carolus. La presenza del quadratino all'interno del rombo è il segno autografo del futuro imperatore, rendendo tale monogramma firmato.

  - Rispetto ai diplomi merovingi, l'inscriptio (ovvero il destinatario) non si trova più nel protocollo, ma nel tenor in quella micropartizione denominata notificatio.
  - Arenga: piena di retorica, povera di contenuti, appropriata alla tipologia di documento.
  - Narratio: comprende spesso il ricordo della petitio e anche la menzione di coloro che sono intervenuti (e quindi il ricordo dell'interventio).
  - Dispositio: nella dispositio, ossia la parte del documento in cui vi è espresso il negozio giuridico, si richiama a volte ancora la petitio.
  - Minatio e sanctio, ovvero la minaccia e le sanzioni (quasi sempre pecuniarie) in cui incorre chi contravverrà all'ordine sovrano.
  - La corroboratio, in cui viene annunciata l'apposizione del sigillo e degli altri segni di cancelleria. Chiude il tenor.

- Nell'escatocollo sono presenti, come sempre nei documenti pubblici, gli elementi di autenticazione del documento:
  - Signum manum regis e/o monogramma (che può essere firmato, come in questo caso[N 6]), qui espresso con «Signum (MF) Caroli gloriosissimi regni». Al contrario dei diplomi dei merovingi, sotto i carolingi la sottoscrizione regia viene progressivamente sostituita da un simbolo personale del sovrano (signum manum regis) che, partendo dal semplice segno di croce, si evolse poi nel monogramma[20]. Il monogramma ha come base il segno di croce con lettere in ordine simmetrico e legate assieme tramite linee rette o spezzate che, ricomposte in modo conveniente, danno il nome del re (per i primi carolingi)[21].
  - Firmatio monogrammatis. La firmatio monogrammatis, tipica delle cancellerie regie di Germania e d'Italia dell'XI e del XII secolo, è rappresentata da un particolare nesso delle lettere /m/, /p/ e /r/ (mpr) e dovrebbe costituire una segnatura autografa del sovrano anche se, come nel caso del diploma di Enrico III del 1053, la sottoscrizione autografa è costituita soltanto dalle croci laterali.
  - La Recognitio cancelleresca: consiste nella sottoscrizione del cancelliere (o di chi ne fa le veci) preceduto dal chrismon: «(C) Vuidolaicus advicem Radoni recognovit et subscripsit. Folradus ordinavit». In piena età carolingia, alla formula recognovit et subscripsit segue il signum recognitionis che nella sua fase più evoluta unisce alla doppia /S/ del compendio subscripsi un complicato disegno decorativo che ricorda un'edicola a cupola detta dittico nel quale si inseriscono da principio note tironiane e tachigrafiche. Successivamente, la recognitio sarà presente nei diplomi imperiali fino al XII secolo, per poi diventare sempre più rara fino a scomparire completamente nel XIV secolo.
  - Il sigillo regio. Il sigillo regio, impresso tra l'VIII e il XII secolo (SI= signum impressum; SI D= signum impressum deperditum) e dal XII secolo anche pendente, veniva già annunciato nella corroboratio[22]. Il sigillo, che in questo diploma non è più presente ma lo si può riconoscere dall'alone lasciato sulla pergamena, con il venir meno della sottoscrizione autografa del sovrano acquisterà sempre maggior valore giuridico-probatorio per la validità dell'atto. Fondamentalmente, il sigillo, oltre a dare valore di autenticità al documento, serviva anche per la chiusura del diploma che veniva spedito chiuso al destinatario.
  - Conclude l'escatocollo la riga del Datum. La data occupa un intero rigo in prossimità del margine di piede e si presenta in scrittura diversa da quella del testo; inoltre è divisa in due parti introdotte rispettivamente da datum (per la data cronica) e actum (per la data topica). Nel presente diploma, la riga del datum recita: "Data in mense decembris anno quartodecimo et octavo regni nostri. Actum Carisiago palatio".

### I diplomi dagli Ottoni agli Asburgo

#### Premesse storiche

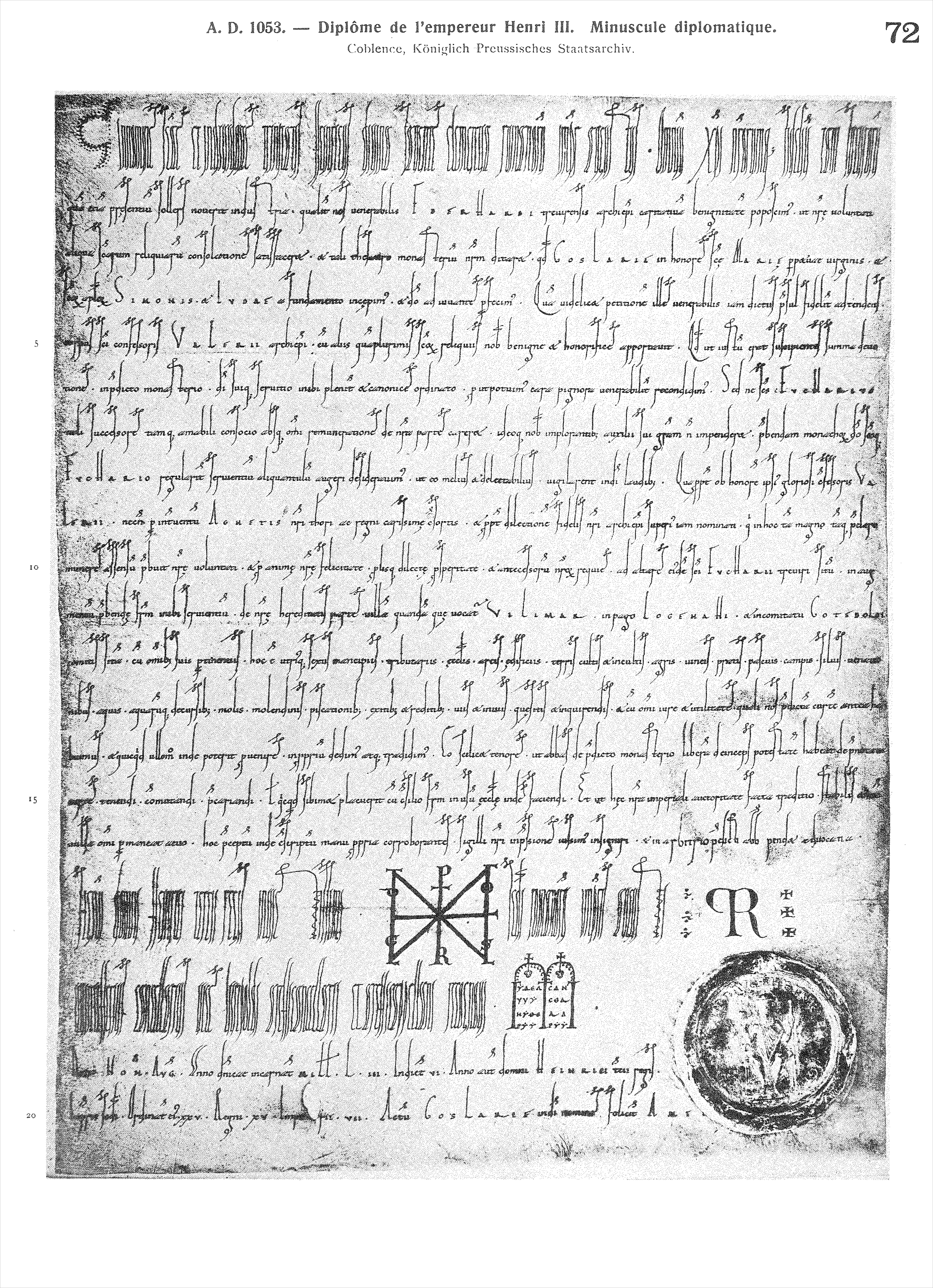
Diploma dell'imperatore Enrico III (1039-1056) del 1053.

A partire da Pipino il Breve (753-774) e Carlo Magno (774-814), si instaura la dinastia carolingia che rimarrà in vigore fino a Ludovico il Fanciullo nel Regno di Germania (899-911), mentre si esaurirà a nel 995 nel Regno dei Franchi Occidentali con Luigi V (987). Ai carolingi succedettero prima la dinastia degli Ottoni (911-1024), poi quella Salica (1024-1125) ed infine, dopo una breve parentesi con Lotario II di Supplimburgo, la dinastia degli Hohenstaufen (1138-1254). Dopo un'anarchia durata quasi vent'anni (1254-1275), subentreranno in modo alternato varie famiglie (Asburgo, Nassau-Weilburg, Lussemburgo e Wittlesbach) fino alla definita consacrazione degli Asburgo come dinastia imperiale con Alberto V nel 1439.

#### Caratteristiche estrinseche ed intrinseche

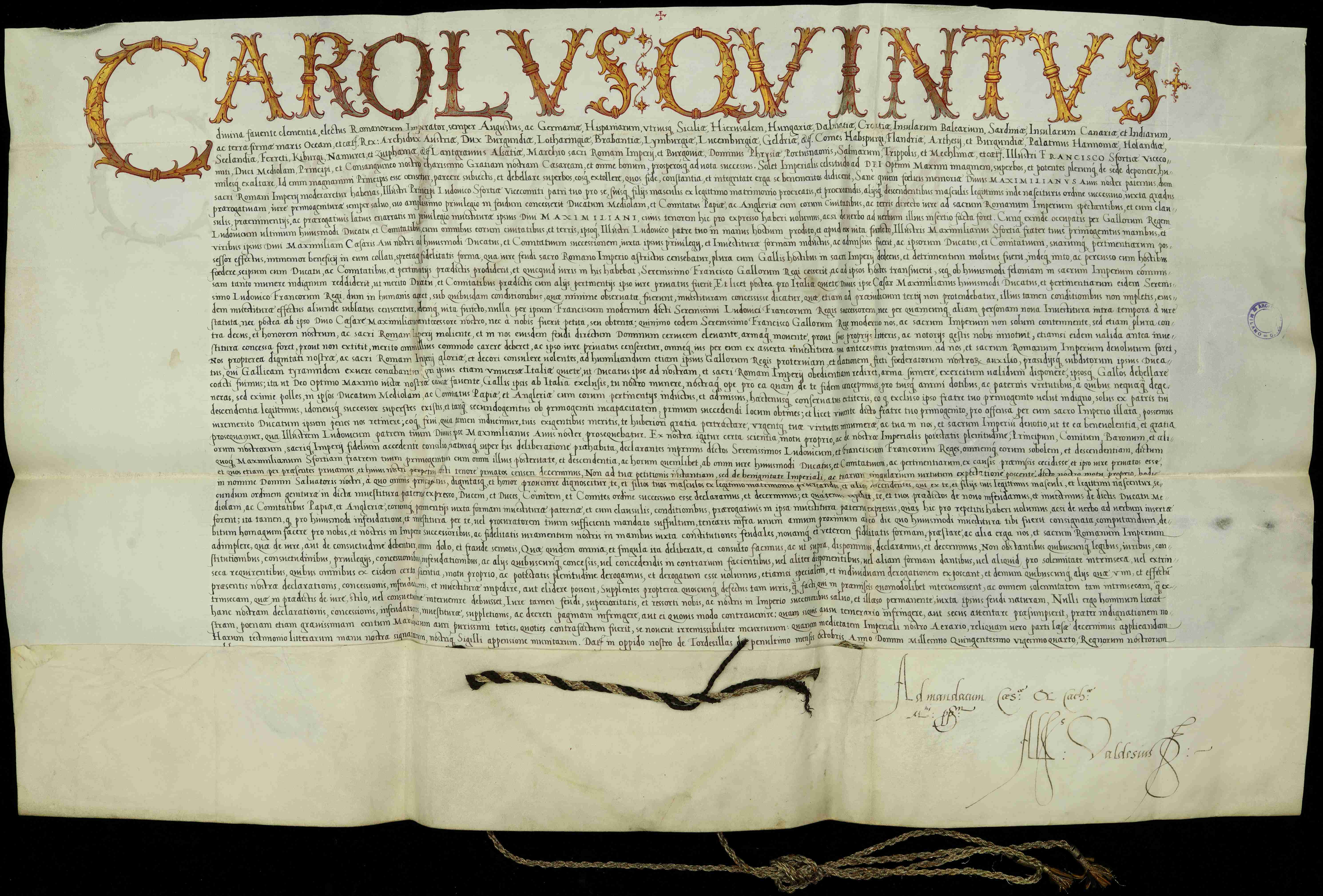
Diploma di Carlo V (1519-1556) del 1524, conservato presso l'Archivio di Stato di Milano.

Durante questo lunghissimo arco cronologico, i diplomi emanati dagli imperatori/re di Germania subirono delle modifiche essenziali sia nei loro caratteri intrinseci che estrinseci, affidando al sigillo il ruolo sempre più importante di convalida giuridica. I documenti imperiali di questo periodo, oltreché passare dalla minuscola diplomatica (ossia la scrittura carolina usata in ambito cancelleresco) a quella cancelleresca (ossia la scrittura gotica usata in ambito cancelleresco) e dall'utilizzo della pergamena alla carta sotto Carlo IV, subirono dei mutamenti essenziali anche nei segni di cancelleria e nelle formule:
- Il chrismon viene progressivamente sostituito dall'invocatio verbale, scomparendo definitivamente dopo Ottone IV (1209-1218)[25].
- La subscriptio regis, dubbiamente autografa sotto i Carolingi, viene sostituita progressivamente dal monogramma imperiale fino a Carlo IV, dopo il quale ritornarono le sottoscrizioni autografe[26].
- Con la fine del XII secolo, scompare (salvo fare sporadiche ricomparse nei secoli XIII e XIV) la recognitio cancelleresca e la firmatio monogrammatis[27].

### Le tipologie documentarie

#### I diplomi e imandata
In tutte le cancellerie finora analizzate (fuorché quelle italiane e degli imperatori romani), la produzione cancelleresca consisteva nella produzione di due tipologie documentarie dalle caratteristiche intrinseche ben definite: i diplomi e i mandata (o mandati). Secondo quanto fatto presente dal Bresslau, essi si differenziano in base, appunto, al tenore del documento e al valore temporale dei medesimi:
1. I diplomi, essenzialmente, sono documenti sia dispositivi che probatori, finalizzati alla stipulazione di un negozio giuridico che non ha limiti di tempo.
2. I mandata, invece, erano usati per scopi principalmente amministrativi: dopo che il mandatum  era stato consegnato e l'ordine all'interno esposto eseguito, il valore di questo documento amministravo cessava.

(Bresslau, 1, p. 55)

### Esplicative
1. ↑  Talvolta precede anche la sottoscrizione del re e del referendario (recognoscens) nell'escatocollo.
2. ↑  Un centinaio di esempi di documenti di epoca merovingia (documenti non solo regi, ma anche privati) presenta una grande varietà di forme del chrismon.
3. ↑  Talvolta il referendario veniva sostituito da un funzionario che ne fa le veci (ad vicem).
4. ↑  la prima interventio è contenuta in un documento di Clodoveo II del 654 con cui si confermavano i privilegi concessi dal vescovo di Parigi al monastero di Saint-Denis.
5. ↑  Tale espediente di ricorrere anche a persone defune fu preso poi in prestito da altre cancellerie come quella della Curia milanese all’epoca di Ariberto d’Intimiano il quale, per rinforzare la propria decisione, chiamò in causa il suo predecessore.
6. ↑  Per determinare se il monogramma è firmato o meno, si deve effettuare un'analisi autoptica per vedere se c'è l'utilizzo di un inchiostro diverso rispetto a quello usato nel resto del documento.
7. ↑  Si ricordi la restauratio imperii ad opera di Ottone I di Sassonia nel 962, avvenuta con la sua consacrazione ad imperatore del Sacro Romano Impero Germanico, in quanto il territorio occidentale dell'antico Impero carolingio (ossia il Regno di Francia) aveva preso un'evoluzione storico-culturale ben distinta dalla controparte tedesca.

### Bibliografiche
1. ↑  L'anniversario di 200 anni di MGH.
2. ↑  Bresslau, 1, p. 40.
3. ↑  Schneider; Bresslau, 1, pp. 41-42
4. ↑  La storia.
5. ↑  Pratesi, p. 24; Bresslau, 1, p. 42
6. ↑  Holtzmann.
7. ↑  Cfr. Ferrari
8. ↑  Bresslau, 2, pp. 699-716.
9. ↑  Bresslau, 2, pp. 752-766.
10. ↑  Pratesi, p. 39.
11. 1 2 3  Paoli, p. 58.
12. ↑  Cassiodoro, pp. 188-189; pp. 189-190; p. 252.
13. ↑  Bresslau, 1, p. 315.
14. ↑  Bresslau, 1, pp. 316-317.
15. ↑  Bresslau, 2, p. 755:
«Invece nei documenti dei re longobardi, che, almeno nel periodo più antico sicuramente erano incapaci di scrivere, la sottoscrizione regia era omessa del tutto [...] e, date queste circostanze, apparve necessario aggiungere a questa la menzione che il notaio aveva scritto ex dicta domini regis.»

Cfr. anche Paoli, p. 124
16. ↑  Paoli, p. 59.
17. 1 2  Paoli, p. 61.
18. ↑  Bresslau, p. 323; Paoli, p. 60
19. ↑  Paoli, pp. 124-125.
20. ↑  Questo anche perché Carlo Magno era semi-analfabeta e quindi era necessario, per la convalida del documento, trovare altri segni di cancelleria che sostituissero la sottoscrizione autografa.
21. ↑  Successivamente, il monogramma si complicherà nominando oltre al nome anche dignità e regni.
22. ↑  Era necessario che fosse impresso e non pendente, in quanto i diplomi regi e imperiali erano spediti chiusi attraverso appunto l'impressione del sigillo reale sulla pergamena.
23. ↑  Bresslau, 1, p. 628.
24. ↑  Bresslau, 2, p. 1113:
«Anche se per i documenti dalla veste più solenne la pergamena rimane sempre l'unico materiale scrittorio impiegato, le patenti invece vengono scritte spesso su carta, specialmente dagli ultimi anni di Carlo IV in poi; quanto alle lettere, già al tempo di Carlo prevale la carta che diviene l'unico materiale usato sotto i suoi successori.»
25. ↑  Paoli, p. 110.
26. ↑  Paoli, p. 125.
27. ↑  Pratesi, p. 69.